# Costinha
Francisco José Rodrigues da Costa, ismertebb nevén Costinha (Lisszabon, 1974. december 1. –) portugál válogatott labdarúgó.
A portugál válogatott tagjaként részt vett a 2006-os világ-, illetve a 2000-es és a 2004-es Európa-bajnokságon.

## Sikerei, díjai
Porto
- Bajnokok ligája győztes (1): 2003–04
- UEFA-kupa győztes (1): 2002–03
- Interkontinentális kupa győztes (1): 2004
- Portugál bajnok (1): 2002–03 2003–04
- Portugál kupagyőztes (1): 2002–03
- Portugál szuperkupa-győztes (2): 2003, 2004

Monaco
- Francia bajnok (1): 1999–00

Portugália
- Európa-bajnoki döntős (1): 2004
- Európa-bajnoki bronzérmes (1): 2000